# Université Concordia (Alabama)
L'université Concordia (en anglais : Concordia College Alabama) était une université américaine située à Selma dans l'Alabama. Elle fait partie du Concordia University System. L'université a été fermée en 2018.

## Source
- (en) Cet article est partiellement ou en totalité issu de l’article de Wikipédia en anglais intitulé « Concordia College Alabama » (voir la liste des auteurs).